# トレイ・アンバギー
トミー・ウェイン・アンバギー3世（Tommy Wayne "Trey" Amburgey III、1994年10月24日 - ）は、アメリカ合衆国フロリダ州レイクワース出身の元プロ野球選手（外野手）。右投右打。

## 経歴

### プロ入りとヤンキース時代
2015年のMLBドラフト13巡目（全体393位）でニューヨーク・ヤンキースから指名され、6月13日にヤンキースと契約を結び入団。契約後は傘下ルーキー級ガルフ・コーストリーグ・ヤンキースに配属され、ここでは37試合に出場して打率.333、14盗塁を記録し、8月には傘下A-級スタテンアイランド・ヤンキースへ昇格した。
その後、4年目の2018年には傘下AA級トレントン・サンダーに、5年目の2019年には傘下AAA級スクラントン・ウィルクスバリ・レイルライダースに昇格した。AAA級初昇格となった2019年は124試合に出場して打率.275、22本塁打、62打点を記録した。
2020年はCOVID-19の影響でマイナーリーグのシーズンが中止となり、公式戦への出場はなかった。
2021年は傘下AAA級スクラントンで開幕を迎えた。7月15日にネスター・コーテズとワンディ・ペラルタが新型コロナウイルス感染症に感染し故障者リスト入りしたことに伴い、急遽メジャー初昇格。7月16日の対ボストン・レッドソックス戦（ヤンキー・スタジアム）において「8番・右翼手」でメジャー初出場を果たし、2打数無安打の成績だった。メジャーではこの試合を含めて2試合に出場した。8月18日に同じく新型コロナウイルス感染症に感染し故障者リスト入りしていたアンソニー・リゾが復帰したためアンバギーは入れ替えにマイナー降格となり、その後は傘下AAA級スクラントンでプレーした。オフの11月7日にフリーエージェント(FA)となった。

### レッズ傘下時代
2021年12月1日にシンシナティ・レッズとマイナー契約を結び、翌年のスプリングトレーニングに招待選手として参加することになった。
2022年は傘下AAA級ルイビル・バッツで開幕を迎え、後述の移籍まで39試合に出場し、打率.226、7本塁打、12打点の成績を残していた。

### マリナーズ傘下時代
2022年6月25日に金銭トレードでシアトル・マリナーズへ移籍した。移籍後は傘下AAA級タコマ・レイニアーズでプレーしていたが、8月11日に放出された。同年はマイナー2球団合計で59試合に出場し、打率.208、9本塁打、19打点の成績を残した。

### DeNA時代
2022年12月23日、横浜DeNAベイスターズへ入団することが発表された。背番号は42。
2023年は、オープン戦で結果が残せず、開幕を二軍で迎えるが、4月20日のイースタン・リーグの北海道日本ハムファイターズ戦（鎌ヶ谷）で守備の際にフェンスに激突して負傷し、リハビリ組に合流。5月28日の東北楽天ゴールデンイーグルス戦で代打出場し、実戦復帰した。9月5日に初めて一軍に昇格すると、同日の広島東洋カープ戦（MAZDA Zoom-Zoom スタジアム広島）で代打として来日初出場し、空振り三振に倒れた。9月8日の東京ヤクルトスワローズ戦（横浜スタジアム）では「7番・右翼手」で来日初先発出場し、2回の第1打席で来日初安打を放った。しかし、NPBでの安打はこの1本のみに終わり、最終成績は4試合の出場、打率.125で11月6日に自由契約公示された。

### DeNA退団後
2024年7月、自身のSNSで現役引退を表明した。

## 詳細情報

### 年度別打撃成績
| 年 度    | 球 団    | 試 合 | 打 席 | 打 数 | 得 点 | 安 打 | 二 塁 打 | 三 塁 打 | 本 塁 打 | 塁 打 | 打 点 | 盗 塁 | 盗 塁 死 | 犠 打 | 犠 飛 | 四 球 | 敬 遠 | 死 球 | 三 振 | 併 殺 打 | 打 率 | 出 塁 率 | 長 打 率 | O P S |
| -------- | -------- | ----- | ----- | ----- | ----- | ----- | -------- | -------- | -------- | ----- | ----- | ----- | -------- | ----- | ----- | ----- | ----- | ----- | ----- | -------- | ----- | -------- | -------- | ----- |
| 2021     | NYY      | 2     | 4     | 4     | 0     | 0     | 0        | 0        | 0        | 0     | 0     | 0     | 0        | 0     | 0     | 0     | 0     | 0     | 2     | 1        | .000  | .000     | .000     | .000  |
| 2023     | DeNA     | 4     | 8     | 8     | 0     | 1     | 0        | 0        | 0        | 1     | 0     | 0     | 0        | 0     | 0     | 0     | 0     | 0     | 3     | 0        | .125  | .125     | .125     | .250  |
| MLB：1年 | MLB：1年 | 2     | 4     | 4     | 0     | 0     | 0        | 0        | 0        | 0     | 0     | 0     | 0        | 0     | 0     | 0     | 0     | 0     | 2     | 1        | .000  | .000     | .000     | .000  |
| NPB：1年 | NPB：1年 | 4     | 8     | 8     | 0     | 1     | 0        | 0        | 0        | 1     | 0     | 0     | 0        | 0     | 0     | 0     | 0     | 0     | 3     | 0        | .125  | .125     | .125     | .250  |

- 2023年度シーズン終了時

### 年度別守備成績
| 年 度 | 球 団 | 外野（OF） | 外野（OF） | 外野（OF） | 外野（OF） | 外野（OF） | 外野（OF） |
| 年 度 | 球 団 | 試 合      | 刺 殺      | 補 殺      | 失 策      | 併 殺      | 守 備 率   |
| ----- | ----- | ---------- | ---------- | ---------- | ---------- | ---------- | ---------- |
| 2021  | NYY   | 2          | 6          | 0          | 0          | 0          | 1.000      |
| 2023  | DeNA  | 2          | 2          | 0          | 0          | 0          | 1.000      |
| MLB   | MLB   | 2          | 6          | 0          | 0          | 0          | 1.000      |
| NPB   | NPB   | 2          | 2          | 0          | 0          | 0          | 1.000      |

- 2023年度シーズン終了時

### 記録

#### NPB
初記録
- 初出場・初打席：2023年9月5日、対広島東洋カープ22回戦（MAZDA Zoom-Zoom スタジアム広島）、5回表に坂本裕哉の代打で出場、森翔平から空振り三振[9]
- 初先発出場：2023年9月8日、対東京ヤクルトスワローズ19回戦（横浜スタジアム）、7番・右翼手で先発出場[9]
- 初安打：同上、2回裏に石川雅規から左前安打[9]

### 背番号
- 95（2021年）
- 42（2023年）